# Пођо Мађоре (Алесандрија)
Пођо Мађоре је насеље у Италији у округу Алесандрија, региону Пијемонт.
Према процени из 2011. у насељу је живело 9 становника. Насеље се налази на надморској висини од 583 м.